# Laci (antic)

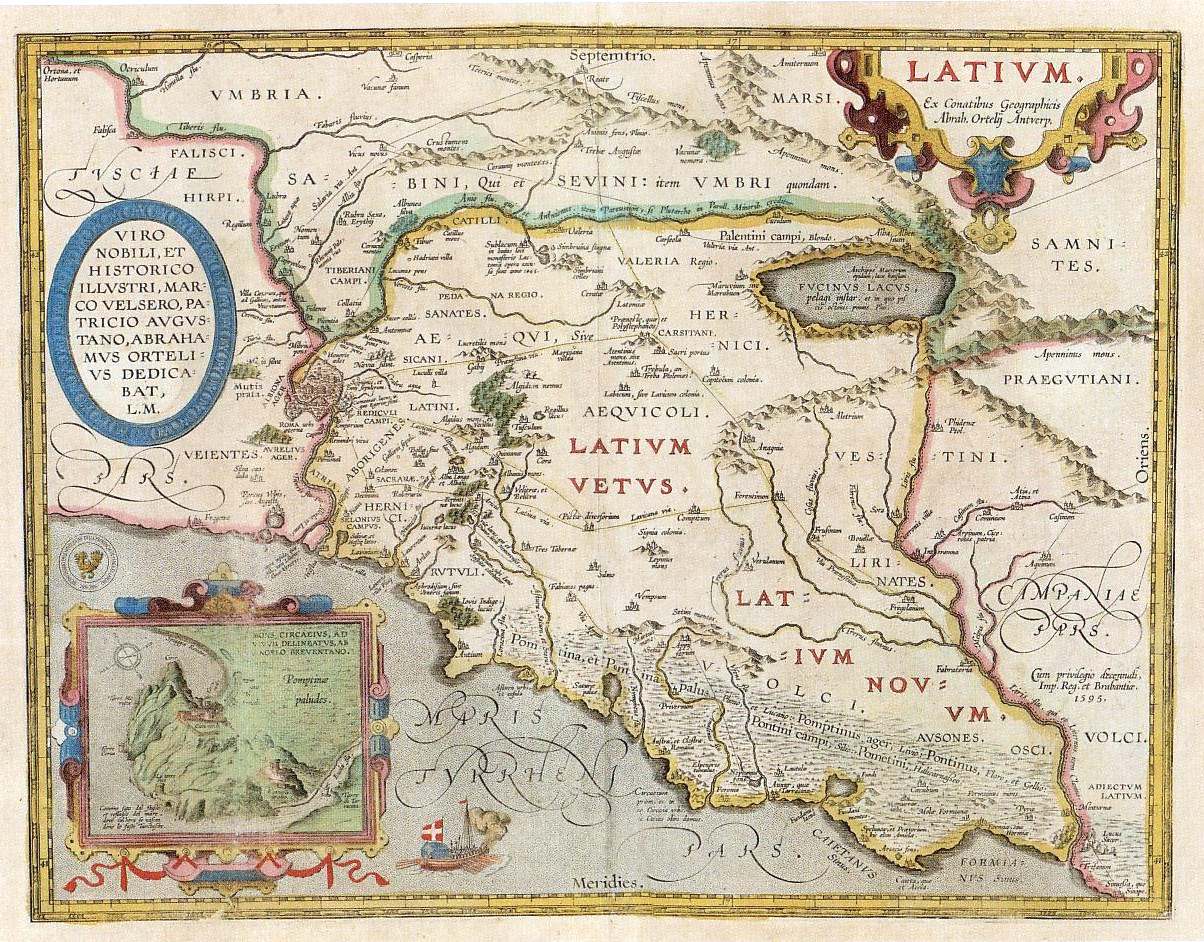
Mapa del 1595 que distingeix entre el Latium vetus (territori original) del Latium novum (territori després de l'expansió)

El Laci (en llatí Latium, en osc: Λατίνη) fou el nom donat pels romans a un districte a la regió central d'Itàlia entre la mar Tirrena a l'oest, Etrúria al nord, i Campània al sud. El seu nom derivava del poble dels latini (llatins) i no al revés, encara que els escriptors clàssics ho feien derivar del rei Llatí (Latinus), i existeixen moltes altres teories. Ocupava la part meridional de la regió actual del Laci.

## Territori
El nom fou donat a extensions territorials diferents al llarg de la història. Originalment, era el país dels latini i el Laci era el territori independent governat i habitat pels llatins.
Quan els llatins van diluir-se dins la condició de romans es va aplicar a un territori que sobrepassava aquests límits i anava entre el Tíber i el Liris i entre Etrúria i Campània. Finalment fou aplicat a una regió més extensa creada dins d'Itàlia per August. Plini esmenta el Laci original com Latium Antiquum, i els territoris agregats com Latium Adjectum, però es creu que aquestes denominacions mai van tenir ús oficial.
El Latium antiquum (també Latium vetum) o històric s'estenia entre el Tíber al nord; els Apenins a l'est; la mar Tirrena a l'oest; i un límit indefinit al sud que va evolucionar tot seguint els curs dels esdeveniments polítics i militars, si bé Plini el Vell diu que anava de la boca del Tíber fins al promontori Circeis, fet que confirma Estrabó. August va fixar la frontera al riu Garigliano, però aquest territori incloïa ciutats sabines que potser originalment foren llatines. Probablement són els seus habitants els qui són esmentats ocasionalment com llatins priscs (vells llatins).
El Latium Novum comprenia els territoris originals del llatins, eques, hèrnics, volscs i àusons. Al nord no es va modificar però a l'est i al sud es va estendre fins a arribar al país dels marsis, els samnites i la Campània. El territori al nord del Garigliano, que era originalment dels sabins, en fou exclòs així com una part del país dels eques, incloent-hi Carseoli i la vall del Turano. La part alta del Garigliano, amb Subiaco, i el districte muntanyós adjacent a la vall del Sacco, que eren eques, fou inclòs a la nova regió, com també el país dels hèrnics a la vall del Liris incloent Arpinum i Atina ja a la vora del territori samnita. Al sud Casinum i Sinuessa eren ciutats llatines i Teanum era a Campània. Sembla que inicialment el Liris era el límit del territori però després es va estendre més enllà per incloure Sinuessa.

## Rius i maresmes del Laci
- Tíber
- Anio
- Numicius (Riu Torto)
- Astura (Riu Conca)
- Nymphiaeus (La Ninfa)
- Ufens
- Amasenus
- Allia
- Almo
- Aqua Ferentina (Marrana degli Orti)
- Albanus (Albano)
- Maresmes Pontines

## Muntanyes del Laci
La següent llista té els noms escrits en llatí i entre parèntesis el nom actual en italià.
- Apeninus (Appennini)
- Albanus mons (Monte Cavo)
- Mons Algidus o Mons Lepinus (Monte Lepini)
- Montes Corniculani (Monte Gennaro)
- Mons Sacer

## Ciutats del Laci
| - Ad Turres Albas - Ameriola - Alba Longa - Arícia - Aesula - Ardea. - Antium (Porto d'Anzio) - Apiolae - Astura (Astura) - Antemnae - Bola - Bovillae - Bubentum - Circeii. - Cameria - Carventum | - Corioli - Corbio l'actual Rocca Priore. - Corniculum - Cora - Crustumerium - Ficulea - Ecetra - Fidenae - Ficana - Gabii - Laurèntum (Torre di Paternò). - Forum Appii - Labicum - Longula | - Lavinium (Pratica) - Signia - Ostia (Òstia). - Politorium - Nomentum - Querquetula - Medul·lia - Norba - Lanúvium - Mugilla - Pèdum - Praeneste - Ortona - Pollusca | - Satricum - Setia - Ulubrae - Suessa Pometia - Tellenae. - Tibur - Tres Tabernae - Tripontium - Tusculum - Scaptia - Velitrae - Sassula - Vitellia - Tolerium |  |

## Els llatins
Els escriptors antics presenten als llatins com un poble diferenciat respecte dels altres pobles que l'envoltaven: els volscs, els eques, els sabins i els etruscs. Les llegendes en ús a Roma feien als llatins descendents d'una colònia grega emigrada després de la guerra de Troia, sota el rei Eneas; i dels aborígens, els quals eren governats per un rei anomenat Latinus; les dues races es van fusionar per donar origen als llatins sota la direcció d'Eneas.
La noció dels antics és que Alba Longa era la metròpoli del Latium i que totes o gairebé totes les ciutats llatines eren o havien estat colònies d'Alba.
La llarga cronologia dels llatins s'inicia al segle X aC (al segle viii aC la curta) com evolució de les cultures autòctones (cultura vil·lanoviana i cultura dels sepulcres de fossa) i la seva cultura típica es va acabar al segle vi aC.
Un poble que s'havia barrejat amb els llatins eren els rútuls (rutili) que tenien per capital Ardea, suposadament d'origen anterior i reducte dels habitants nadius.

## Deïtats llatines
D'origen llatí foren Janus (déu del sol), Saturnus o Saturn (déu inventor de l'agricultura), Faunus (pare del rei Latinus), i Picus. Aquest darrer sembla haver estat connectat estretament amb Mart. El culte dels Penates, encara que no era sols del Latium, era important a la religió dels llatins; els Penates eren déus tutelars a Lavinium i després ho foren de tot el poble, i el seu culte es va traspassar als romans: els magistrats en entrar en funcions anaven a Lavinium i oferien sacrificis als Penates i a Vesta (el culte de la qual era connectat a l'anterior). Lavinium, després d'Alba, fou per tant la metròpolis religiosa dels llatins i potser també política.

## La primera Lliga llatina
Els llatins ben aviat van formar una confederació d'unes trenta ciutats. La lliga es reunia cada any al mont Albà per fer sacrificis i cerimònies religioses. La llista de les ciutats és coneguda, però no totes les ciutats estan identificades i algunes sembla que eren bastant insignificants. Les ciutats que poden ser identificades eren totes menys una a la vora de les muntanyes Albanes i Alba apareix com el seu centre natural. Entre elles cal esmentar Bola, Pèdum, Toleria, i Vitellia a la part nord; i Corioli, Longula, i Pollusca a la part sud; les ciutats d'Aricia, Lanúvium i Túsculum, no formen part de la llista, però per una menció de Cató es pensa que, si més no, en algun moment van ser part de la lliga.

## Destrucció d'Alba Longa
La destrucció d'Alba pels romans és llegendària però hauria de ser interpretada com el primer fet històric dels llatins excloses les circumstàncies específiques. Roma, una vegada conquerida Alba, aspirava a governar les altres ciutats de la lliga, però aquestes no la van reconèixer i van formar una nova lliga. Tarquí el Superb tanmateix va imposar la superioritat romana a la Lliga llatina (abans del 509 aC, quan en el tractat amb Cartago Roma ja actua en nom d'algunes ciutats llatines (Ardea, Antium, Laurèntum, Circeii, Tarracina, i altres).

## La segona Lliga llatina

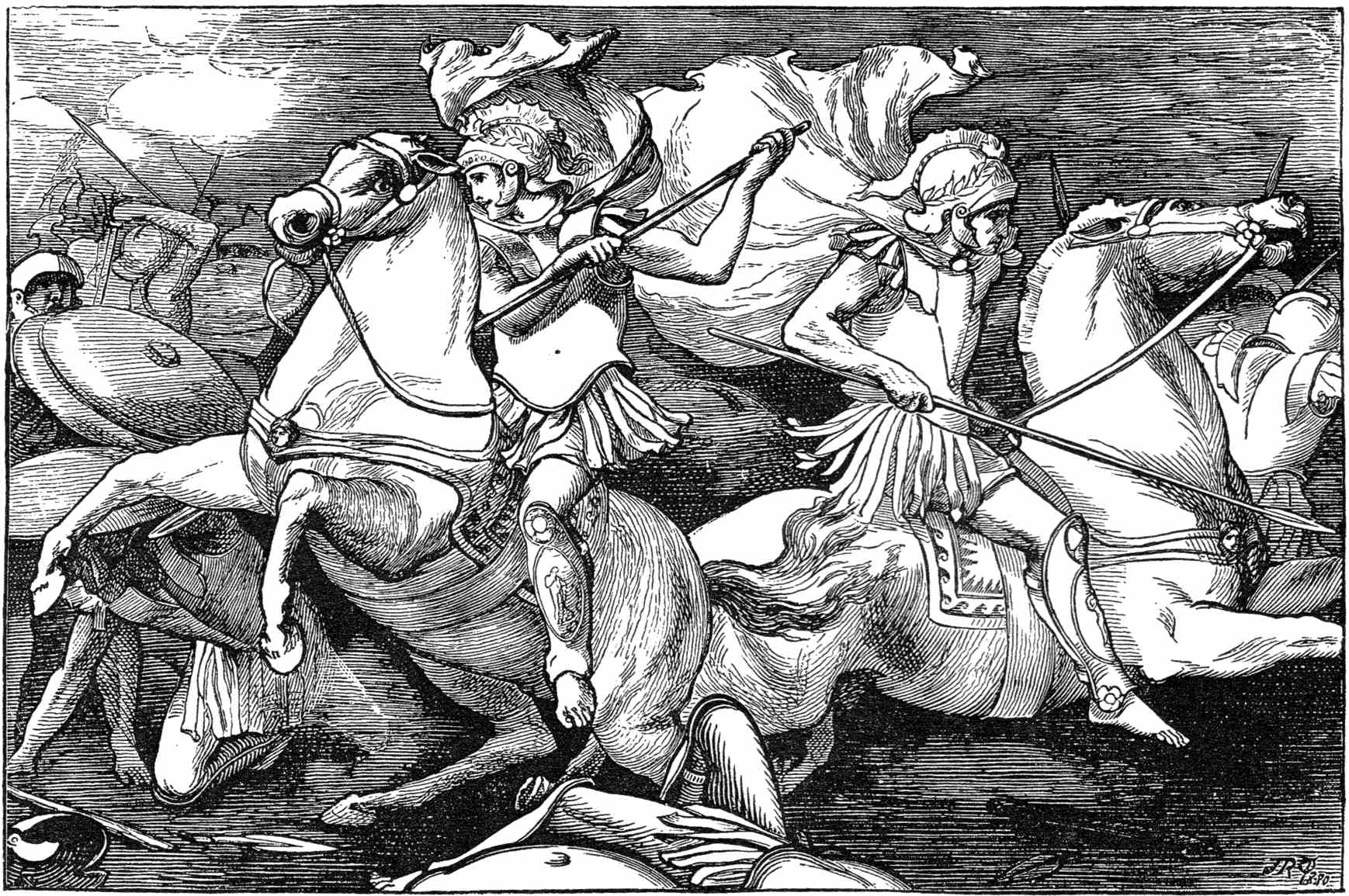
Castor i Polux lluitant en la batalla del llac Regillus

Però poc després la revolució a Roma que va acabar amb la monarquia va suposar un daltabaix i les ciutats llatines van recuperar la seva independència. Els romans van aconseguir una gran victòria al Llac Regillus el 497 o 496 aC, però no va canviar el fet que els llatins van romandre independents: el tractat entre Roma i els llatins del 493 aC regulava les relacions entre les dues parts per un llarg període; els llatins entraven en una aliança ofensiva i defensiva amb Roma però com a iguals, i el botí i territori conquerit hauria de ser compartit per les dues parts, i el comandament segurament repartit cada any a una de les parts.
En aquest moment la llista de les trenta ciutats de la Lliga la dona Dionís, i són les següents:
- Ardea
- Arícia (Aricia)
- Bovillae
- Bubentum
- Corniculum
- Carventum
- Circeis (Circeii)
- Corioli
- Corbió (Corbio)
- Cora
- Fortinei
- Gabii
- Laurèntum
- Lavinium
- Lanúvium
- Labicum
- Nomentum
- Norba
- Praeneste
- Pèdum
- Querquetulum
- Satricum
- Scaptia
- Setia
- Tellene o Tellenae
- Tibur
- Tusculum
- Tolerium
- Tricrinum
- Velitres (Velitrae)

La Lliga tenia trenta membres, probablement amb alguna variació d'integrants amb l'antiga lliga, però amb el mateix nombre. Tenia, aleshores, com a objectiu aturar l'expansió dels eques i els volscs; més que dels romans. Tenia les reunions anyals a Lucus Ferentinae, a prop d'Alba, segurament com a derivació de la primera lliga.
Cada ciutat tenia la direcció dels seus propis afers; el cap de cada ciutat era anomenat dictador, segurament emprat dels romans, i aquest va continuar essent els títols dels magistrats suprems de les ciutats sota domini romà. No hi ha indicis de governs monàrquics al Latium (excepte els mítics reis d'Alba).
El comandant suprem de la lliga era elegit per a cada ocasió concreta. Livi parla el 340 aC dels dos pretors dels llatins: Annius de Setia i L. Numisius de Circeii, com si fos una magistratura regular de la lliga.
A Lucus Ferentinae hi havia un temple de Júpiter al cim del Mont Albà (Monte Cavo) on es feia una Feriae Latinae en la qual participaven totes les ciutats llatines i es feien sacrificis; la fira encara es feia al temps del romans. Els romans celebraven els triomfs al Mont Albà com a continuació de costums del període d'independència llatina quan el temple era el final d'una processó igual que el Júpiter Capitolinus ho era a Roma.
El 486 aC, els hèrnics foren admesos com aliats a la Lliga llatina. Durant més d'un segle, la lliga i Roma foren aliats respectuosos i van compatir victòries i derrotes en la lluita contra els volscs i els eques.

## La invasió dels gals
El 390 aC, la guerra amb els gals va capgirar la situació. Els llatins, abans fidels aliats, es van convertir en hostils a Roma, sense que se sàpiga perquè i li van refusar contingents. Els hèrnics els van seguir i van refusar ajudar a Roma i pel contrari es van aliar als volscs. Els llatins van evitar la confrontació directa i l'època de l'aliança es va acabar. Però, d'altra banda, la lliga no estava unida, i algunes ciutats actuaven independentment: així Lanúvium el 383 aC es va aliar als volscs i Preneste es va declarar contra Roma, mentre que Tusculum, Gabii, i Labicum van continuar essent aliats de la República. El 380 aC els romans i els praenestins van iniciar la guerra, i el 360 aC Roma va entrar en guerra amb Tibur, però la resta de ciutats del Laci no van donar suport a les dues ciutats que feien la guerra individualment o amb aliances menors.
Les repetides incursions dels gals que desorganitzaven la regió, no van afectar completament a la lliga, que va seguir existint formalment en tots aquells anys i celebrant les seves reunions anyals al Lucus Ferentinae. El 358 aC es va renovar l'aliança entre Roma i la lliga i els llatins van tornar a enviar contingents a l'exèrcit romà.

## La gran guerra llatina
Al 340 aC els llatins, que seguien aliats a Roma després del començament de la primera guerra samnita, es van adonar que el poder romà s'havia incrementat en excés i que d'aliats en igualtat estaven passant a la condició de sotmesos. La lliga va exigir un tractat més igualitari i com que no el van obtenir va esclatar la gran guerra llatina; els llatins i volscs van combatre aquell any amb els romans al mont Vesuvi en una batalla equilibrada; els llatins seguien dividits: Laurèntum i segurament Lavinium van romandre fidels a Roma, mentre que Signia, Setia, Circeii, i Velitres, tot i que tenien colònies romanes, eren els més contraris a Roma i partidaris de la guerra.

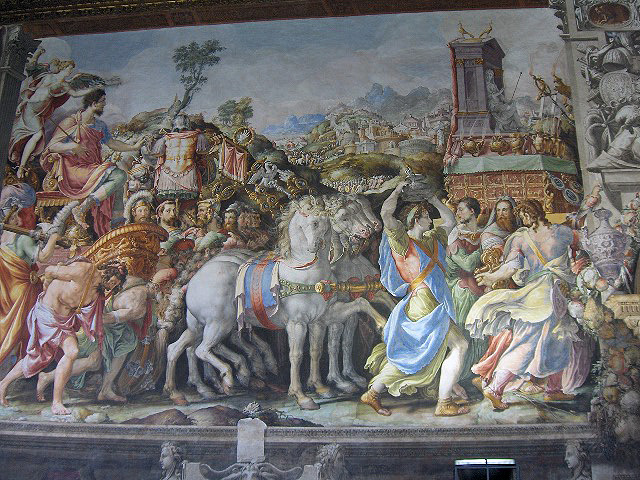
Pintura de Francesco Salviati al Palazzo Vecchio de Florència representant l'arribada triomfal de Marc Furi Camil després de sotmetre els antics aliats llatins.

A l'any següent, (339 aC) es van produir nous enfrontaments; el 338 aC Marc Furi Camil va derrotar els llatins en una gran batalla a Pèdum, mentre l'altra cònsol Gai Meni va obtenir una victòria també decisiva al riu Astura. Després d'això, les ciutats llatines es van sotmetre una darrera l'altra i el senat va acordar la sort de cadascuna.
Els llatins foren privats d'unitat nacional o social i se'ls van prohibir les reunions anyals polítiques i les assemblees; algunes ciutats van ser privades del dret de "connubium" i de "commercium," per aïllar a les comunitats dels seus veïns. Tibur i Praeneste, les dues ciutats més poderoses de la confederació i destacades a la guerra, foren privades de gran part del seu territori si bé van continuar existint com a ciutats independents amb les seves pròpies lleis i amb respecte dels antics tractats, que van ser renovats si més no nominalment durant molt de temps (al seu temps Polibi encara va poder triar entre Tribur o Praeneste com a lloc d'exili). En canvi, Tusculum va rebre la ciutadania romana i altres ciutats van rebre drets de ciutadania sense dret de sufragi (Lanúvium, Arícia, Pèdum, i Nomentum). Velitres fou durament sancionada, però més tard també va rebre la ciutadania. Es van crear les tribus romanes dels maeci i scapti per incloure als nous ciutadans.

## Fi de la nació
Progressivament els llatins van quedar inclosos de la nació romana i les seves particularitats nacionals van desaparèixer. Altres nacions foren incloses tanmateix en la denominació de llatins (eques sotmesos el 304 aC, hèrnics sotmesos el 306 aC, volscs sotmesos vers el 329 aC i àusons sotmesos abans del 326 aC).
El 300 aC tot el Laci en el sentit ampliat de la paraula era sota domini incontestat dels romans encara que algunes ciutats van conservar una nominal independència força temps. El 280 aC, Pirros de l'Epir va arribar a prop de Praeneste sense arribar a marxar contra Roma. A la Segona Guerra Púnica Anníbal va arribar a la via Llatina i va arribar a només 7 km de Roma i va arribar a saquejar fins a les portes de la ciutat; aquesta fou la darrera vegada que un exèrcit estranger va trepitjar el Laci fins al segle v.
Al 90 aC, la Julia de civitate italis va donar a tots els llatins la condició de ciutadans romans, però llavors tot rastre de nacionalitat ja s'havia perdut. A les guerres entre Gai Mari i Sul·la, els auxiliars samnites de Mari van provocar destrosses importants al país, de les que es va refer amb gran dificultat a alguns llocs i a altres ni tan sols es van refer mai (Gabii, Labicum, Collatia, Fidenae, i Bovillae). Arícia i Lanúvium, tot i que refetes, van ser superades per les ciutats de Campània.

## Regió d'Itàlia

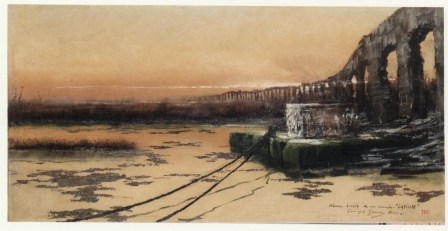
Obra d'Enric Serra i Auqué conservada a la Biblioteca Museu Víctor Balaguer

Amb August fou constituïda a una regió administrativa (Regió I) unida a la Campània, però amb el temps el nom de Campània fou el que va predominar i la regió es va dir Campània sota Constantí el Gran. El nom de Latium va caure en desús. Al final de l'Imperi, la regió es va despoblar degut als assalts dels bàrbars, i després les guerres gòtiques i els llombards van continuar la feina de despoblament. Roma va romandre poblada però la regió de la rodalia va quedar desolada i deserta. La regió es va dir el Camp de Roma (La Campagna di Roma).